# Конєв Іван Степанович
Ко́нєв Іва́н Степа́нович (16 [28] грудня 1897, с. Лодейно, Вологодська губернія — 21 травня 1973, Москва) — радянський воєначальник, маршал Радянського Союзу (1944), двічі Герой Радянського Союзу (1944, 1945), Герой ЧССР, Герой МНР. Головнокомандувач об'єднаними збройними силами країн Варшавського Договору, один з керівників військової операції в Угорщині під час Угорської революції 1956. Член ЦК КПУ (1952—1956). Кандидат у члени Президії ЦК КПУ з 26 березня 1954 по 17 січня 1956 року. Кандидат у члени ЦК ВКП(б) (1939—1952). Член ЦК КПРС (1952—1973). Депутат Верховної Ради СРСР 1—8-го скликань. Депутат Верховної Ради Української РСР 4-го скликання.

## Біографія

### Ранні роки
Народився 16 (28) грудня 1897 року в селі Лодейно, Вологодської губернії у селянській родині. Закінчив земське училище в сусідньому селі Пушма в 1912. З 12 років працював сплавником лісу.
Учасник Першої світової війни. Навесні 1916 року пішов в армію. Після навчальної команди унтерофіцер Конєв був спрямований на Південно-Західний фронт. Демобілізований в 1918 році.
У тому ж 1918 приєднався до більшовиків та вступив до комуністичної партії, згодом обраний повітовим військовим комісаром у місті Нікольське Вологодської губернії, де були потужні антикомуністичні настрої. Після цього воював у рядах Червоної Армії. Військком бронепоїзда, стрілецької бригади, дивізії, штабу Народно-революційної армії Далекосхідної республіки, де близько познайомився із поплічником Йосипа Сталіна — Климентом Ворошиловим. Саме він відіграв ключову роль у стрімкій кар'єрі Конєва.

### Міжвоєнний період

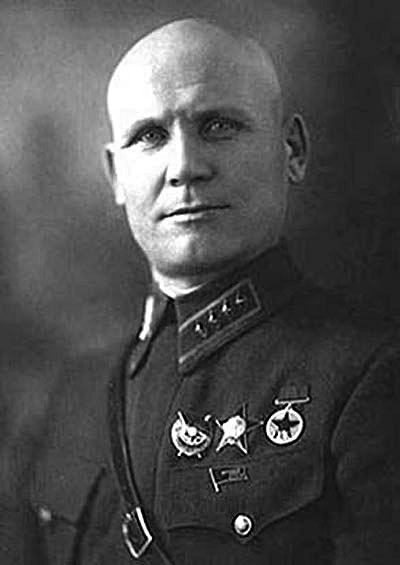
Іван Степанович Конєв (1939)

Після закінчення Громадянської війни — військком 17- го Приморського стрілецького корпуса, потім комісар і начальник політичного відділу стрілецької дивізії. Закінчив курси вдосконалення вищого начскладу в 1926. Був командиром полку й заступником командира дивізії. Кілька років командував стрілецькою дивізією. Закінчив Військову академію імені М.В. Фрунзе в 1934 році. В 1938 році був призначений командиром стрілецького корпусу, потім командувачем 2-ю Червонопрапорною армією, що дислокувалася на Далекому Сході.

### Німецько-радянська війна

#### Початковий період
У 1940–1941 роках командував військами Забайкальського й Північно-Кавказького військових округів.
З початком німецько-радянської війни генерал-лейтенант І.С. Конєв почав командувати 19-ю армією, яка брала участь в обороні Вітебська і в Смоленській битві. Під час Смоленської битви з'єднання 19-ї армії опинилося в оточенні, але сам Конєв уникнув полону. 11 вересня 1941 року І.С. Конєв був призначений командувачем військами Західного фронту. В жовтні 1941 року фронт під його командуванням зазнав однієї з найважчих поразок за всю війну в ході Вяземської операції. Від суду і можливого розстрілу Конєва врятував Г.К. Жуков, який потім рекомендував Конєва на посаду командувача Калінінським фронтом.
Як командувач військ Калінінського фронту успішно діяв під час оборони Москви, провів Калінінську операцію. Під час Ржевсько-Вяземської, Холм-Жирковської, Ржевсько-Сичовської, Жиздринської і Староруської операцій (січень 1942 — березень 1943) Конєву не вдалося досягти успіху, а його війська зазнали величезних втрат.

#### Корінний перелом
У липні 1943 року Івана Конєва призначили командувачем військ Степового фронту, на чолі якого досяг значних успіхів у Курській битві, в Бєлгородсько-Харківській операції і в битві за Дніпро. У серпні 1943 року війська Степового фронту під керівництвом Конєва вигнали нацистських окупантів із Бєлгорода і Харкова, у вересні 1943 року — з Полтави та Кременчука (Полтавсько-Кременчуцька операція). Наприкінці вересня його армії з ходу форсували Дніпро.
У жовтні 1943 року Степовий фронт був перейменований у 2-й Український фронт, Конєв залишився його командувачем і в жовтні — грудні 1943 року успішно провів П'ятихатську і Знам'янську операцію.
Якщо в оборонних операціях перших років війни Конєву не вдавалося досягти успіхів, то в наступальних операціях 1943—1945 років яскраво проявився його полководницький талант. Під час наступу він завжди прагнув не вплутуватися в затяжні кровопролитні бої у великих містах, обхідними маневрами змушував противника покинути місто. Це дозволяло уникнути великих втрат серед військ, а також не допустити великих руйнувань і жертв серед мирного населення.

#### 1944—1945 роки
В січні 1944 року провів Кіровоградську операцію. Грандіозним успіхом Івана Конєва як полководця стала Корсунь-Шевченківська операція, в результаті якої було оточене та розгромлене велике угруповання противника. 20 лютого 1944 року за вмілу організацію і відмінне керівництво військами генерал армії Конєв отримав військове звання Маршал Радянського Союзу. 26 березня 1944 року під час успішного наступу (Умансько-Ботошанська операція) його війська першими в Червоній Армії перейшли державний кордон, вступивши на територію Румунії. У квітні — червні 1944 року війська 2-го Українського фронту під керівництвом Конєва брали участь у наступі на балканському напрямку. Однак цей наступ закінчився невдало: радянські війська зазнали великих втрат і були зупинені.
З травня 1944 року і до кінця війни командував 1-м Українським фронтом. У липні — серпні 1944 року під його командуванням війська фронту розгромили групу армій «Північна Україна» у Львівсько-Сандомирській операції, захопили й утримали Сандомирський плацдарм. Також частина сил фронту брала участь у Східно-Карпатській операції. Звання Героя Радянського Союзу із врученням ордена Леніна й медалі «Золота Зірка» Івану Степановичу Конєву присвоєно 29 липня 1944 року за вміле керівництво військами фронтів у великих операціях, в результаті яких були розгромлені сильні угруповання противника.
Маршал Конєв проявив себе під час Вісло-Одерської операції, в результаті якої війська фронту оволоділи Сілезьким промисловим районом, оволоділи Краковом та Освенцимом. У лютому 1945 року маршал Конєв успішно проводить Нижньо-Сілезьку операцію, в березні — Верхньо-Сілезьку операцію. 30 березня 1945 року за вигнання нацистських окупантів з Польщі і форсування Одеру, І. С. Конєв був нагороджений вищим радянським військовим орденом «Перемога». Під час Берлінської наступальної операції війська 1-го Українського фронту брали участь в оточенні і розгромі німецьких військ. Також маршал Конєв провів Празьку операцію — останню стратегічну операцію Червоної армії у німецько-радянській війні, в результаті якої Червона армія взяла під контроль столицю Чехословаччини — Прагу.
Другою медаллю «Золота Зірка» маршала Конєва нагороджено 1 червня 1945 року за зразкове керівництво військами в завершальних операціях німецько-радянської війни.

### Після війни
Після капітуляції Третього Рейху Конєв призначений головнокомандуючим Групою радянських військ у Німеччині, у 1945—1946 роках — головнокомандувач Центральної групи військ на території Австрії і Верховний комісар по Австрії  .
У 1946—1950 роках — головнокомандувач Сухопутними військами й заступник міністра Збройних Сил СРСР, у 1950—1951 роках — головний інспектор Радянської Армії — заступник військового міністра. У 1953 приєднався до змови Микити Хрущова та став головою Спеціальної судової присутності Верховного суду СРСР, що провела суд над соратником Сталіна Л. Берією.
У листопаді 1951— березні 1955 року — командувач військ Прикарпатського військового округу.
У травні 1955—1956 року — 1-й заступник міністра оборони СРСР і головнокомандувач Сухопутними військами СРСР.
Знаходився на значних військових посадах в окупаційних військах у Східній Європі з 1956: у 1956–1960 1-й заступник міністра оборони, командувач Об'єднаними збройними силами країн Варшавського договору (у цій якості керував придушенням угорського повстання 1956). В 1961–1962 знову головнокомандувач окупаційної Групи радянських військ в східній Німеччині. З 1962 у фактичній відставці (у Групі генеральних інспекторів Міністерства оборони СРСР).
Ставлення до маршала Конєва в сучасній Європі неоднозначне. В Угорщині його вважають переконаним сталіністом, який не завагався виконати наказ про окупацію Угорської держави 1956. Також Польща не сприймає Конєва як героя. У 1992 році його меморіальна скульптура у Кракові була демонтована, оскільки символізувала радянську окупацію країни. В Україні існують спроби приховати його участь у злочинах проти громадян Угорщини під час Угорської революції у 1956 році (цей факт його біографії обійшли мовчанкою в академічній «Енциклопедії історії України», 2009)  .

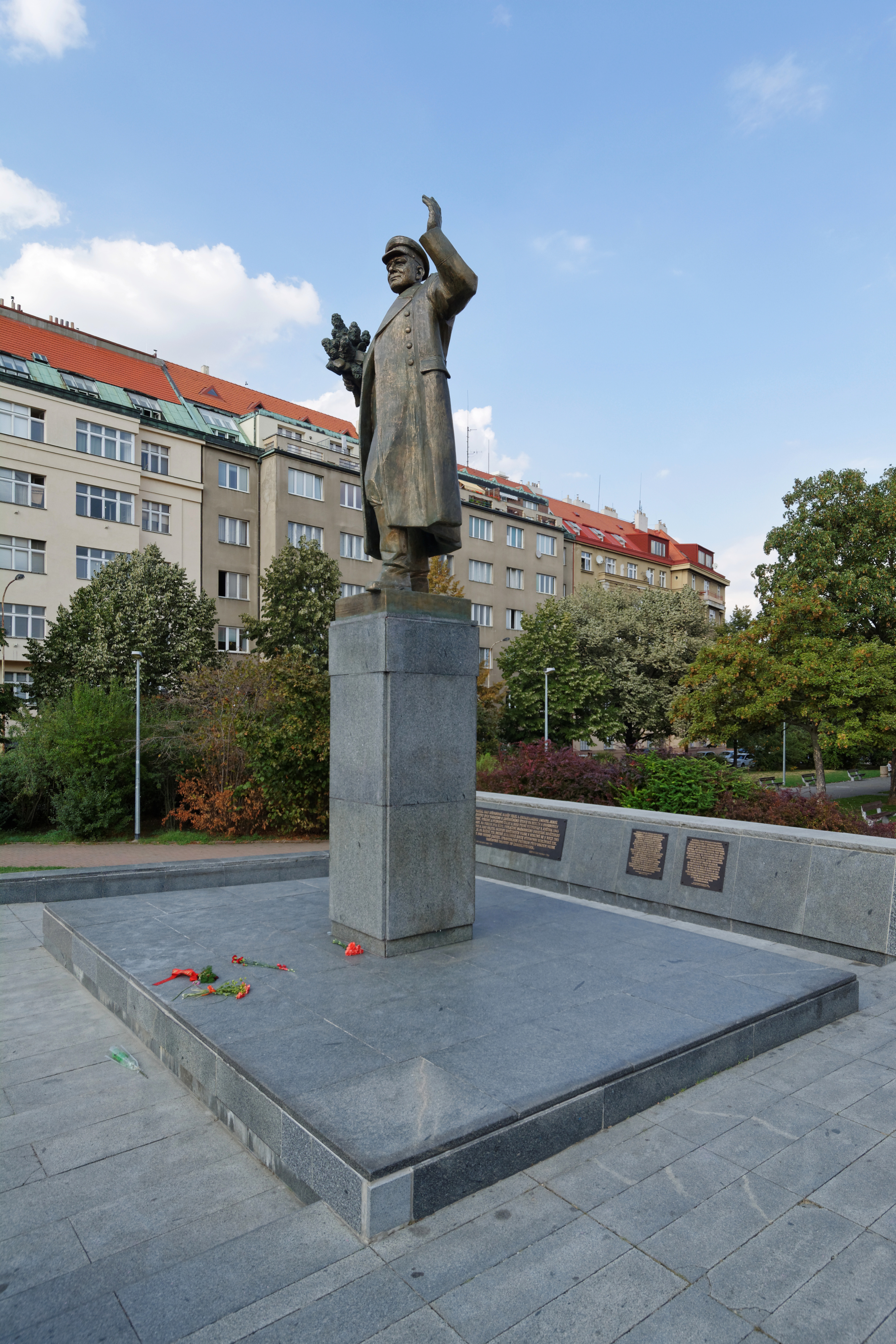
Пам'ятник Маршалу Конєву у Празі. Демонтований у 2020 році.

22 серпня 2019 року на пам'ятнику Конєву в Празі червоною фарбою написали: «Ні кривавому маршалові, не забудемо 1968». МЗС Росії висловило демарш посольству Чехії. У квітні 2020 року памятник був демонтований.
Помер 21 травня 1973 року від раку. Похований на Красній площі у Кремлівській стіні.

## Родина
Перша дружина — Конєва (Волошина) Анна Юхимівна (пом. 1978)
- Донька — Конєва Майя Іванівна (1923—1990)
- Син — Конєв Гелій Іванович (1928—1991)

Друга дружина — Конєва (Васил'єва) Антоніна Василівна (1923—2004)
- Донька — Конєва Наталія Іванівна (1947)

### Пам'ять
Бронзове погруддя встановлено на батьківщині. Його ім'я надане Алматинському вищому загальновійськовому командному училищу в Казахстані, судну ВМФ РФ, іменем Конєва названо вулиці в містах Російської Федерації: Москва, Бєлгород, Вологда, Омськ, Іркутськ; в Україні: Донецьк, Слов'янськ, Ямпіль (Вінницька область)[джерело?]. Також ім'ям маршала Конєва з 1947 по 2023 рік було названо вулицю у столиці Чехії Празі на Жижкові (з жовтня 2023 року — вулиця Гартіґова (Hartigova)).

## Військові звання
- Комдив (26 листопада 1935)
- Комкор (22 лютого 1938)
- Командарм 2-го рангу (8 лютого 1939)
- Генерал-лейтенант (4 червня 1940)
- Генерал-полковник (11 вересня 1941)
- Генерал армії (26 серпня 1943)
- Маршал Радянського Союзу (20 лютого 1944)

## Нагороди

### СРСР
- Двічі Герой Радянського Союзу (29 липня 1944, 1 червня 1945)
- Вищий радянський військовий орден «Перемога» (30 березня 1945)
- 7 орденів Леніна (29.07.1944, 21.02.1945, 27.12.1947, 18.12.1956, 27.12.1957, 27.12.1967, 28.12.1972)
- Орден Жовтневої Революції (22.02.1968)
- 3 ордени Червоного Прапора (22.02.1938, 3.11.1944, 20.06.1949)
- 2 ордени Суворова 1 ступеня (27.08.1943, 17.05.1944)
- 2 ордени Кутузова 1 ступеня (9.04.1943, 28.07.1943)
- Орден Червоної Зірки (16.08.1936)
- Медаль «XX років Робітничо-Селянській Червоній Армії» (22.02.1938)
- Медаль «За оборону Москви» (1.05.1944)
- Медаль «За перемогу над Німеччиною у Великій Вітчизняній війні 1941—1945 рр.» (1945)
- Медаль «За взяття Берліна» (9.06.1945)
- Медаль «За визволення Праги» (9.06.1945)
- Медаль «В пам'ять 800-річчя Москви» (21.09.1947)
- Медаль «30 років Радянській Армії та Флоту» (22.02.1948)
- Медаль «40 років Збройних Сил СРСР» (17.02.1958)
- Медаль «20 років перемоги у Великій Вітчизняній війні 1941—1945 рр.» (1965)
- Медаль «50 років Збройних Сил СРСР» (1968)
- Медаль «В ознаменування 100-річчя з дня народження Володимира Ілліча Леніна»
- Почесна зброя — іменна шашка із золотим зображенням Державного герба СРСР (22.02.1968)

### Іноземні нагороди
Чехословаччина (ЧСР):
- Герой Чехословацької Соціалістичної Республіки (30.04.1970)
- Орден Клемента Готвальда
- Орден Білого лева 1 ступеня
- Орден Білого лева «За Перемогу» 1 ступеня
- Чехословацький воєнний хрест 1939-1945

 Монголія (МНР):
- Герой Монгольської Народної Республіки (7.05.1971)
- Орден Сухе-Батора
- Орден Червоного Прапора

 Східна Німеччина (НДР):
- Орден «За заслуги перед Вітчизною» у сріблі

 Польща (ПНР):
- орден Virtuti Militari
- Хрест Грюнвальда
- Орден Відродження Польщі 1-го класу

 Югославія (СФРЮ):
- Орден Партизанської зірки 1 ступеня

 Болгарія (НРБ):
- Орден «Народна республіка Болгарія»

 Угорщина (УНР):
- Орден угорської свободи
- Орден Заслуг Угорської Народної Республіки 1 ступеня

 Велика Британія:
- Орден Лазні
- Воєнний Хрест

 Франція:
- Великий офіцер ордену Почесного легіону 2-го класу
- Воєнний хрест 1939—1945

 США:
- Легіон Заслуг ступеня Головнокомандувача

 Китай (КНР):
- Медаль «Китайсько-радянської дружби»

## Почесні звання
- Почесний громадянин Кіровограда (з 4 січня 1969 р.)[6]
- Почесні громадяни Бєльців
- Почесний громадянин міста Твер
- Почесний громадянин міста Прага (у 1945—2022 рр.)[7]